# Лузіанеш-Гаре
Лузіанеш-Гаре (порт. Luzianes-Gare; МФА: [ɫu.zi.ˈɐ.nɨʒ-ˈga.ɾɨ]) — парафія в Португалії, у муніципалітеті Одеміра. Розташована в південній частині країни, на теренах історичної португальської провінції Алентежу. Входить до складу округу Бежа. За адміністративним поділом, чинним до 1976 року, терени парафії були складовою провінції Нижнє Алентежу. Належить до Безької діоцезії Католицької церкви. Патрон — Рита Касійська. Площа — 94,3560 км². Населення — 429 ос. (2011). Слабо урбанізований регіон. Густота населення — 4,55 осіб/км²
. Код — 021115.

## Населення
| 1991 | 2001 | 2011 |
| 689  | 480  | 429  |